# سدریک لیار
سدریک لیار (فرانسوی: Cédric Lyard‎)؛ سوارکار مسابقات اسب‌سواری سه‌روزه‌(Eventing) اهل فرانسه است. او در ۲۲ ژانویهٔ ۱۹۷۲ در گرونوبل به ‌دنیا‌ آمد.
سدریک در سن هفت سالگی سوارکاری را آغاز کرد و در سیزده سالگی وارد مسابقات شد.
او بهترین نتایج بین‌المللی خود را با مادیانی 
به نام فاین‌مرویل به دست آورد که در ژوئیه ۲۰۰۵ و در سن ۱۲ سالگی طی بیهوشیِ عمومیِ عمل مفصل درگذشت.
او مدال طلای تیمی را در مسابقات المپیک تابستانی ۲۰۰۴ در آتن به دست آورد . وی همچنین برندهٔ جوایزی همچون لژیون دونور (شوالیه) شده‌است.

## جوایز
مشهورترین عناوین او عبارتند از:
- سال ۲۰۰۲: مدال نقره، نایب قهرمان جهان با مادیانِ فاین‌مرویل در بازی‌های جهانی سوارکاری در خرز ده لا فرونترا
- سال ۲۰۰۴: مدال طلا، قهرمان المپیک سوارکاری در بازی‌های المپیک تابستانی ۲۰۰۴ با مادیانِ فاین‌مرویل
- سال ۲۰۰۷: مقام پنجمِ انفرادی قهرمانی اروپا در ایتالیا، منطقه پراتونی‌دل‌ویوارو
- سال ۲۰۰۸: مقام اول در CIC***W (جام جهانی) در مسابقه سوارکاریِ Le Grand Complet در مارتینواست(فرانسه)